# Svenska mästerskapen i längdskidåkning 1993
Svenska mästerskapen i längdskidåkning 1993 arrangerades i Örnsköldsvik. Tävlingarna flyttades från Borås.

## Medaljörer, resultat

### Herrar
| Gren                  | Guld                                                      | Guld                                                      | Silver           | Silver         | Brons            | Brons           |
| 15 km (K)             | Niklas Jonsson                                            | Piteå SGIF                                                | Torgny Mogren    | Åsarna IK      | Thomas Eriksson  | Domnarvets GoIF |
| 30 km (K)             | Vladimir Smirnov                                          | Stockviks SF                                              | Christer Majbäck | Jukkasjärvi IF | Torgny Mogren    | Åsarna IK       |
| 50 km (F)             | Torgny Mogren                                             | Åsarna IK                                                 | Staffan Larsson  | IFK Mora       | Christer Majbäck | Jukkasjärvi IF  |
| Stafett 3 x 10 km (F) | Åsarna IK (Jyrki Ponsiluoma, Torgny Mogren, Jan Ottosson) | Åsarna IK (Jyrki Ponsiluoma, Torgny Mogren, Jan Ottosson) |                  |                |                  |                 |
| Lagtävling 15 km      | Åsarna IK                                                 | Åsarna IK                                                 |                  |                |                  |                 |
| Lagtävling 30 km      | Åsarna IK                                                 | Åsarna IK                                                 |                  |                |                  |                 |
| Lagtävling 50 km      | IFK Mora                                                  | IFK Mora                                                  |                  |                |                  |                 |

### Damer
| Gren                 | Guld                                                               | Guld                                                               | Silver            | Silver             | Brons            | Brons              |
| 5 km (K)             | Marie-Helene Westin                                                | Hudiksvalls IF                                                     | Carina Görlin     | Hudiksvalls IF     | Antonina Ordina  | SK Tegsnäspojkarna |
| 10 km (K)            | Marie-Helene Westin                                                | Hudiksvalls IF                                                     | Antonina Ordina   | SK Tegsnäspojkarna | Lis Frost        | Sollefteå SK       |
| 30 km (F)            | Antonina Ordina                                                    | SK Tegsnäspojkarna                                                 | Anna-Lena Fritzon | Falu IK            | Karin Svingstedt | Stockviks SF       |
| Stafett 3 x 5 km (F) | Stockviks SF (Anette Fanqvist, Magdalena Wallin, Karin Svingstedt) | Stockviks SF (Anette Fanqvist, Magdalena Wallin, Karin Svingstedt) |                   |                    |                  |                    |
| Lagtävling 5 km      | Stockviks SF                                                       | Stockviks SF                                                       |                   |                    |                  |                    |
| Lagtävling 10 km     | Stockviks SF                                                       | Stockviks SF                                                       |                   |                    |                  |                    |
| Lagtävling 30 km     | Stockviks SF                                                       | Stockviks SF                                                       |                   |                    |                  |                    |

### Webbkällor
- Svenska Skidförbundet
- Sweski.com